# Jag vill prisa herren Gud
Jag vill prisa herren Gud är en psalm med text skriven 1985 av Henry W Kiley och är översatt till svenska av Maria Klasson-Sundin 1988, reviderad 1993. Musiken är en folkmelodi från Kalinga, Filippinerna och är bearbetad av Henry W Kiley.

## Publicerad som
- Nr 844 i Psalmer i 90-talet under rubriken "Kyrkans år".